# Folkeafstemning om ny valgordning i Storbritannien
Folkeafstemning om ny valgordning i Storbritannien var en folkeafstemning som blev afholdt i Storbritannien den 5. maj 2011. Den skulle bestemme om valgordningen skulle ændres ved valg af medlemmer til Underhuset.
I Storbritannien vælges én repræsentant fra hvert valgdistrikt ved, at den kandidat, som får flest stemmer, vinder sædet. Dette kaldes flertalsvalg i enkeltkredse, eller såkaldt «førstemand til mølle», eftersom den, der får flest stemmer, vinder. Som alternativ blev det foreslået at vælgerne skulle have mulighed for at rangere kandidaterne (1, 2, 3, osv.), såkaldt præferencevalg (engelsk: «alternative vote»). Efter at stemmer er talt op, bliver stemmerne for den kandidat som fik færrest stemmer talt op igen, efter anden valgrunde, bliver stemmerne for den, som havde næst-færrest stemmer, omfordelt, osv. Indtil der er en kandidat, som har fået mere end 50% af de afgivne stemmer. Præferencevalg er en valgordning, som har været benyttet i mere end hundred år i Australien (forskellige typer valg). Præferencevalg i distrikter, som vælger mere end én repræsentant, kaldes «single transferable vote», og er en metode for forholdstalsvalg som blandt andet bruges i Irland.
| Valg            | Stemmer    | Procent |
| --------------- | ---------- | ------- |
| Ja              | 6.152.607  | 32,1%   |
| Nej             | 13.013.123 | 67,9%   |
| Gyldige stemmer | 19.165.730 | 99,41%  |
| Deltagelse      | Deltagelse | 42.2%   |

| Valg | Spire Denne valgsartikel er en spire som bør udbygges. Du er velkommen til at hjælpe Wikipedia ved at udvide den. |